# 盧基烏斯·多米提烏斯·阿赫諾巴爾比 (前16年執政官)

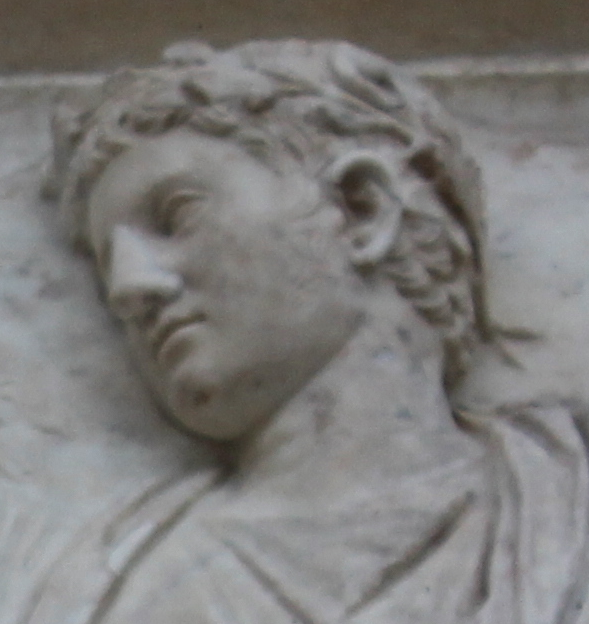
盧基烏斯·多米提烏斯·阿赫諾巴爾比

盧基烏斯·多米提烏斯·阿赫諾巴爾比（Lucius Domitius Ahenobarbus，前49年—25年）是一名羅馬執政官，屬於多米提亞氏族阿赫諾巴爾比系。他的父親是格奈烏斯·多米提烏斯·阿赫諾巴爾比，母親是艾米莉亞·雷比達。
盧基烏斯·多米提烏斯·阿赫諾巴爾比娶了大安東尼婭，皇帝奧古斯都的外甥女，兩人有三個孩子，包含格奈烏斯·多米提烏斯·阿赫諾巴爾比，皇帝尼祿的父親。